# Miki Aihara
Miki Aihara (japonès: 相原実貴)  (Izu, segle XX) és una mangaka japonesa coneguda per crear la sèrie manga Hot Gimmick. Va debutar amb Lip Conscious! a Betsucomi. Aihara sovint serialitzava la seva sèrie a Betsucomi, però les seves obres serialitzaven a Cheese! en els darrers anys. Tot i que cap de les sèries d'Aihara s'ha adaptat a l'anime, Hot Gimmick ha rebut dos CD dramàtics, un spin-off de novel·les lleugeres titulat Hot Gimmick S i una adaptació cinematogràfica d'acció en viu.

## Treballs
- Atashi ni Tsuiterasshai ("Come With Me")
- Oujisama no Kanojo ("The Prince's Girlfriend")
- Oyani wa Naisho ("Secret to Parents")
- So Bad!
- Honey Hunt
- Hot Gimmick
- Seiten Taisei (Girls, be ambitious)
- Sensei no Okiniiri! ("Teacher's Pet")
- "Zoku Sensei no Okiniiri!" ("Teacher's Pet Sequel")
- Sora ni Taiyou ga Arukagiri ("As Long As There is a Sun in the Sky")
- Tokyo Shounen Shoujo ("Tokyo Boys & Girls")